# BMP-1
El BMP-1, de les sigles БМП-1 del rus Boyevaya Mashina Pekhoty, és un vehicle de combat d'infanteria d'origen soviètic. Dissenyat durant la dècada dels 60, per avançar al ritme dels T-62 i donar suport en combat a un escamot, el BMP-1 esdevindria una de les innovacions més grans del segle en tàctiques d'infanteria proveint els soldats de mobilitat, protecció i potència de foc i establint el concepte de vehicle de combat d'infanteria.
L'encàrrec del BMP-1 va aparèixer al final de la dècada dels 50, en plena Guerra Freda, per facilitar la dispersió i supervivència de les tropes en cas de guerra nuclear. A causa del seu elevat cost, el desplegament, inicialment, es va restringir a les zones frontereres amb l'OTAN, mentre que la resta de divisions d'infanteria mecanitzada empraven BTR-60PB. Durant els anys 80, després de comprovar-ne l'efectivitat, l'Exèrcit Roig en fabricaria més de 20.000 unitats i dotaria totes les divisions d'un regiment equipat amb BMPs per cada dos equipats amb BTRs.
El bateig de foc del BMP-1 seria a la Guerra del Yom Kippur, a partir de les lliçons apreses es dissenyaria la versió posterior, el BMP-2. Durant la Guerra afganosoviètica, el 1979, demostraria ser adequat, tot i comprovar-se'n els principals defectes en guerra asimètrica: l'escàs blindatge lateral i poca elevació del canó, mancances que aprofitaven els mujahidins en emboscades des de dalt de muntanyes. També seria àmpliament usat pels iraquians, durant la Guerra Iran-Iraq, i posteriorment durant la Primera i Segona Guerra del Golf, on l'aviació i tancs estatunidencs en demostrarien la seva vulnerabilitat a impactes directes, que tendien a provocar incendis catastròfics per la proximitat entre combustible i munició. Les altes xifres d'exportació a països amb pocs recursos fa que continuï en servei a múltiples conflictes en grans quantitats, tot i haver estat retirat dels arsenals més moderns.

## Desenvolupament
Durant la Segona Guerra Mundial la Unió Soviètica va ser l'únic gran bel·ligerant que no va emprar cap transport blindat de personal, centrant la producció industrial en tancs i canons d'assalt. Per contra, els alemanys, estatunidencs i britànics farien servir els transports SdKfz 251, M3 Half-track i Universal Carrier, respectivament. Aquests vehicles permetien a la infanteria seguir el pas dels tancs i la seva mancança era un dels principals defectes de l'exèrcit roig, ja que els tancs sense el suport dels soldats eren fàcilment destruïts.
Després de la guerra, es van dissenyar diferents vehicles per ocupar aquest rol; amb la principal limitació del cost, ja que s'havien d'equipar 120 divisions d'infanteria. El primer va ser el BTR-152, un camió blindat barat inspirat en els semi-erugues estatunidencs i alemanys però amb rodes. El principal problema és que, camp a través, no era capaç de seguir els tancs.
Alhora es va començar a estudiar l'opció de fer un transport únicament amb tracció per eruga, per mantenir el pas dels tancs, amb tres dissenys:
- El K-75, aprofitant el xassís del T-70 i amb el sostre descobert aconseguia transportar 17 soldats. Va ser descartat pel sostre obert.
- L'Obiekt 112 que pesava 18 tones, capaç de transportar 25 soldats en un vehicle completament protegit. Va ser descartat al final dels anys 1940 pel seu elevat cost.
- El K-78, resultaria la millor opció, capaç de transportar 20 soldats. Serviria de base pel tanc amfibi PT-76 i pel BTR-50, el primer transport blindat de personal soviètic de post-guerra amb tracció per eruga.

Simultàniament, a la dècada dels 50, hi va haver un gran canvi d'estratègia als estats de l'OTAN i del Pacte de Varsòvia: la possibilitat de l'ús tàctic d'armes nuclears desaconsellava les grans concentracions, per això va començar una forta mecanització de la infanteria i alhora els vehicles es van començar a fer per un sol escamot, per facilitar les dispersions, i sempre amb el sostre tancat, per aïllar els soldats de la contaminació radioactiva.
Per complir amb aquestes necessitats es va emetre el requeriment del BMP a l'Administració Principal de la Força Blindada (GBTU). La gran diferència respecte els models que es farien al bloc capitalista és que era obligatori que els dissenys incloguessin una torreta amb un canó de baixa pressió de 73 mm, capaç de destruir tancs, amb projectils de càrrega buida, i defenses, amb projectils de fragmentació. Aquest detall combinava propietats dels tancs i dels transports blindats de personal, permetent que el blindat donés suport directe en combat i creant el concepte de vehicle de combat d'infanteria.

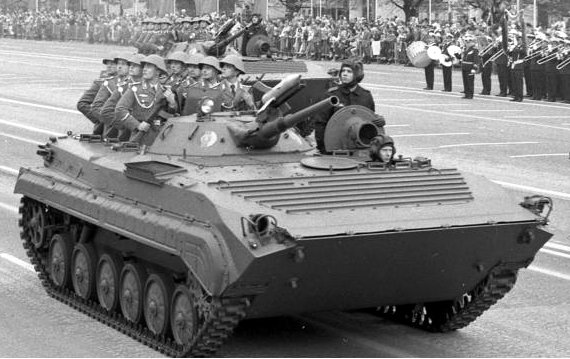
Primer pla d'un BMP-1 durant una desfilada a Berlín amb motiu del 39è aniversari de la República Democràtica Alemanya, el 7 d'octubre de 1988.

Per triar la millor opció es va fer una competició entre diferents oficines de disseny, KBs, incloent-hi: la Gavalov KB de Volgograd, la Isakov KB a Txeliàbinsk i altres oficines menors a Rubtsovsk i Briansk. De tots els dissenys que es van presentar va triomfar l'Obiekt 765 del buró d'Isakov, del qual se'n fabricarien prototips entre 1966-67. Quan es va exhibir per primer cop a la Plaça Roja de Moscou el 1967 seria un xoc pels estrategs del bloc capitalista, que disposaven de transports de personal menys armats, i aviat en copiarien el concepte fent-ne dissenys propis. La fabricació en cadena va començar el 1969, un cop polits els defectes, i va entrar en servei a l'Exèrcit Roig aquell mateix any.
A partir de la dècada dels anys 70 la paritat d'armament nuclear entre el bloc comunista i el capitalista va implicar que una possible guerra estaria confinada a armes convencionals, no nuclears. Per això es va generar un debat sobre si el BMP-1, que tenia un cost molt elevat, seria prou efectiu contra uns equip antitancs que no seria eliminat mitjançant armes nuclears.
La doctrina que es va acceptar és que en accions on la resistència fos feble, durant ruptures del front o persecucions, els BMP-1 carregarien a primera línia. Per altra banda, en posicions fortificades els tancs haurien d'avançar primer, seguits per la infanteria desmuntada 200 m més endarrere i finalment els BMP-1 donarien suport 300-400 m rere la infanteria, evitant el foc antitancs.
Aquesta teoria solucionava el problema que s'havia plantejat i es van començar a equipar les divisions més properes als estats membres de l'OTAN amb BMPs. Eventualment totes les divisions soviètiques disposarien d'un regiment de BMPs per cada dos regiments de BTRs, amb una producció de més de 20.000 BMP-1 fabricats.

## Característiques
El BMP-1 fou un dels millors transports de tropa del seu temps. La combinació d'una silueta baixa, armament potent i bona mobilitat el convertien en un blindat molt perillós i capaç de cooperar braç a braç amb el tanc T-62, el principal blindat de l'Exèrcit Roig. Les diferents característiques del model bàsic es poden dividir en blindatge, armament, sistema motor i equip electrònic i òptic.

### Blindatge i distribució

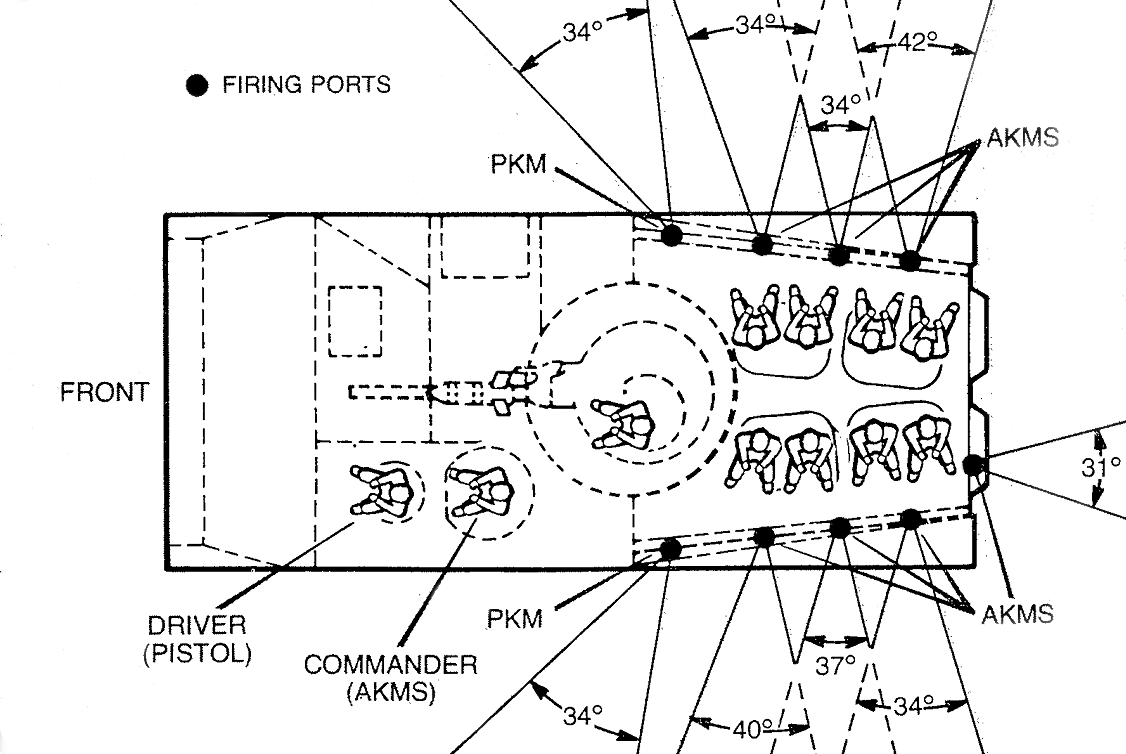
Distribució de la tripulació dins del vehicle i arcs de foc de les espitlleres per on la infanteria pot disparar les seves metralladores PK o fusells d'assalt AK des de dins del vehicle.

El xassís del BMP-1 és un paral·lelepípede amb un fort pendent al frontal per permetre que floti sobre l'aigua, mentre que la resta de costats tenen poc inclinació. Més o menys centrada hi ha la torreta, amb forma de tronc de con i molt baixa, que allotja tot l'armament. El blindatge està format per planxes d'acer soldades amb un gruix de 33-6 mm. Aquest blindatge ofereix protecció contra resquills d'artilleria i foc d'armes lleugers per tots els angles, mentre que al frontal també pot resistir bales de metralladores pesants del calibre .50 (12,7 mm) amb munició perforant i munició perforant incendiària.
Per dins, el buc, està dividit en quatre compartiments: sistema motor al davant i a la dreta, conductor i comandant al davant i a l'esquerra, compartiment de combat amb la torreta al centre i al darrere hi ha el compartiment de tropa, que és el més gran i permet allotjar 8 soldats, separats entre ells per una paret longitudinal. Les posicions del conductor, comandant i artiller tenen una escotilla sobre seu per sortir. El compartiment de tropa, per altra banda, a més de quatre grans escotilles sobre els bancs dels soldats té dues grans portelles al darrere.
Una característica singular del compartiment de tropa és que disposa de petites obertures, o espitlleres, per disparar des de dins el vehicle. Això permetia als soldats col·laborar durant un atac sense exposar-se ni reduir la velocitat de l'atac i alhora sense perill de contaminar-se en un entorn perillós. En total n'hi ha 9: dues espitlleres per metralladores PK als laterals i al davant, sis obertures per fusells d'assalt AK als laterals i una espitllera a la sortida esquerra del darrere. Cada obertura tenia una petita visera de vidre blindat i un extractor de fums, que es connectava al sistema de ventilació i que absorbia els fums dels fusells o metralladores i n'extreia de manera segura els casquets.

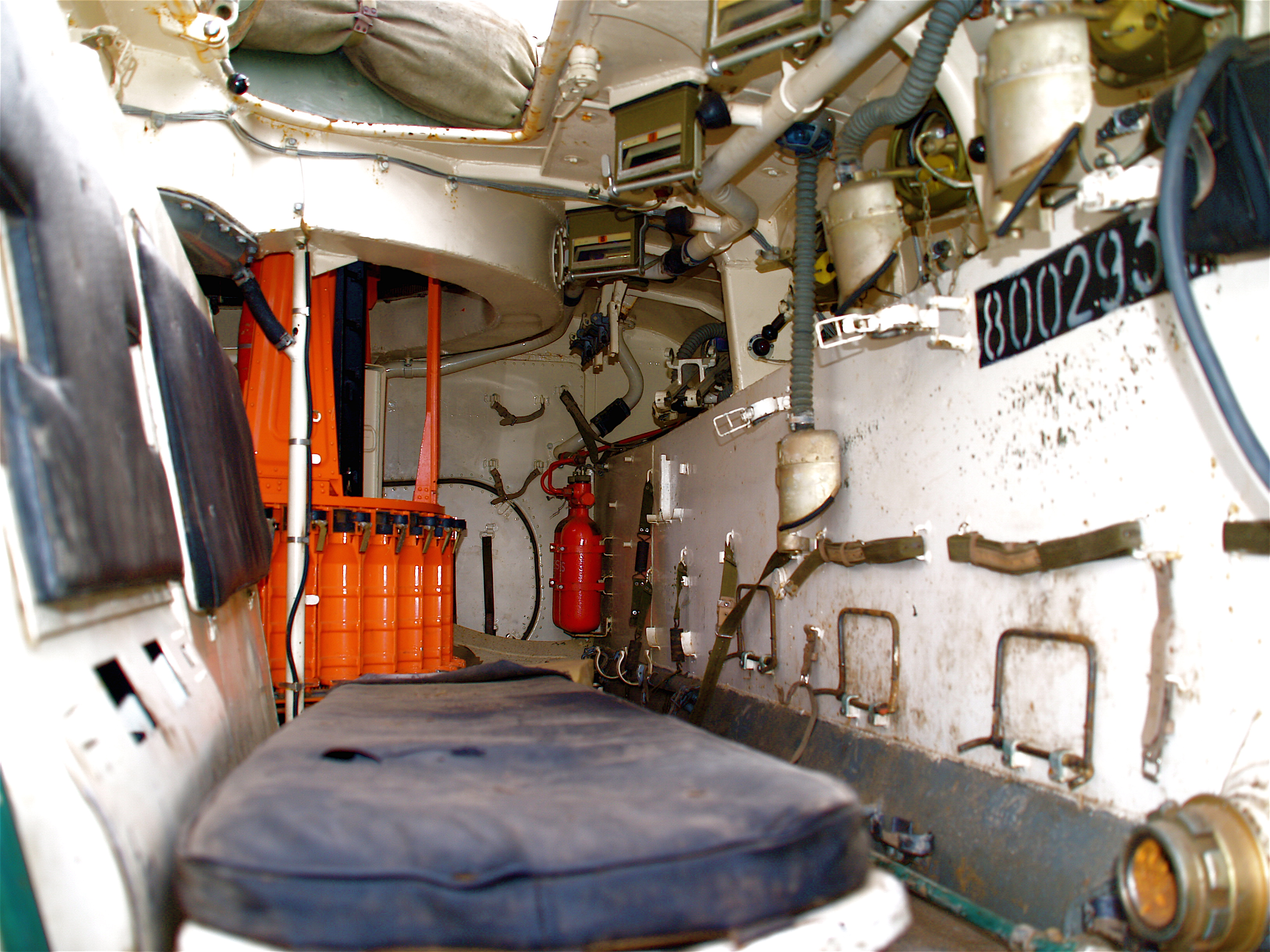
Foto d'un dels dos compartiments de tropa, es pot veure l'autocarregador de la torreta, els periscopis per disparar des dels ports i les mànegues extractores de fum pels fusells.

Un dels aspectes més destacats del BMP-1 és la seva protecció contra la radiació. Tot el blindat es pot segellar hermèticament i fent servir un sistema de filtratge d'aire amb sobrepressió a dins pot mantenir qualsevol contaminant fora del circuit intern d'aire. A més a més, cada vehicle podia transportar dos equips de descontaminació TDP i un detector de radiació GO-27. En cas d'incendi intern, també hi havia un sistema d'apagat de focs automàtic.
A més a més, el BMP-1 també disposa de dos sistemes de fer fum: injectant una mica de dièsel al tub d'escapament o amb uns llançagranades 902V Tucha amb granades de fum de 81 mm 3D6, que poden crear una cortina de cobertura fins a 80 m que pot durar entre 1,7 i 2,4 minuts.
Tot això s'aguanta sobre un parell d'erugues compostes per 6 rodes de rodament, 3 corrons de retorn, una roda motriu davantera i una roda tractora al darrere.
Una planxa d'alumini elevada pneumàticament sobre el morro del BMP-1 permet que el vehicle no s'enfonsi a l'aigua, provocant un desplaçament d'aigua addicional mentre es mou.

### Armament
L'arma principal del BMP-1 és el canó de baixa pressió 2A28 Grom de 73 mm. Aquest canó funciona amb un autocarregador, amb un cadència de foc de 6-8 trets per minut, amb 40 projectils, que està col·locat vora el terra del costat dret de la torreta. Originalment el Grom només podia disparar la munició PG-15V. Aquest projectil era molt especial: primer s'activava una càrrega propel·lent, que treia el projectil del canó per evitar emetre gasos dins del vehicle, i després s'activava un coet. La velocitat inicial de sortida de canó del PG-15V era de 400 m/s amb un abast màxim de 1.300 m. Tot i això, l'abast efectiu màxim era de 700 m i en situació de combat es reduïa a 500 m (distància a la qual tenia un 70% de probabilitats de tocar l'objectiu). El cap estava ple amb 0,322 kg d'hexògen que permetia una penetració màxima de 350 mm d'acer, però més sovint de 280 mm.

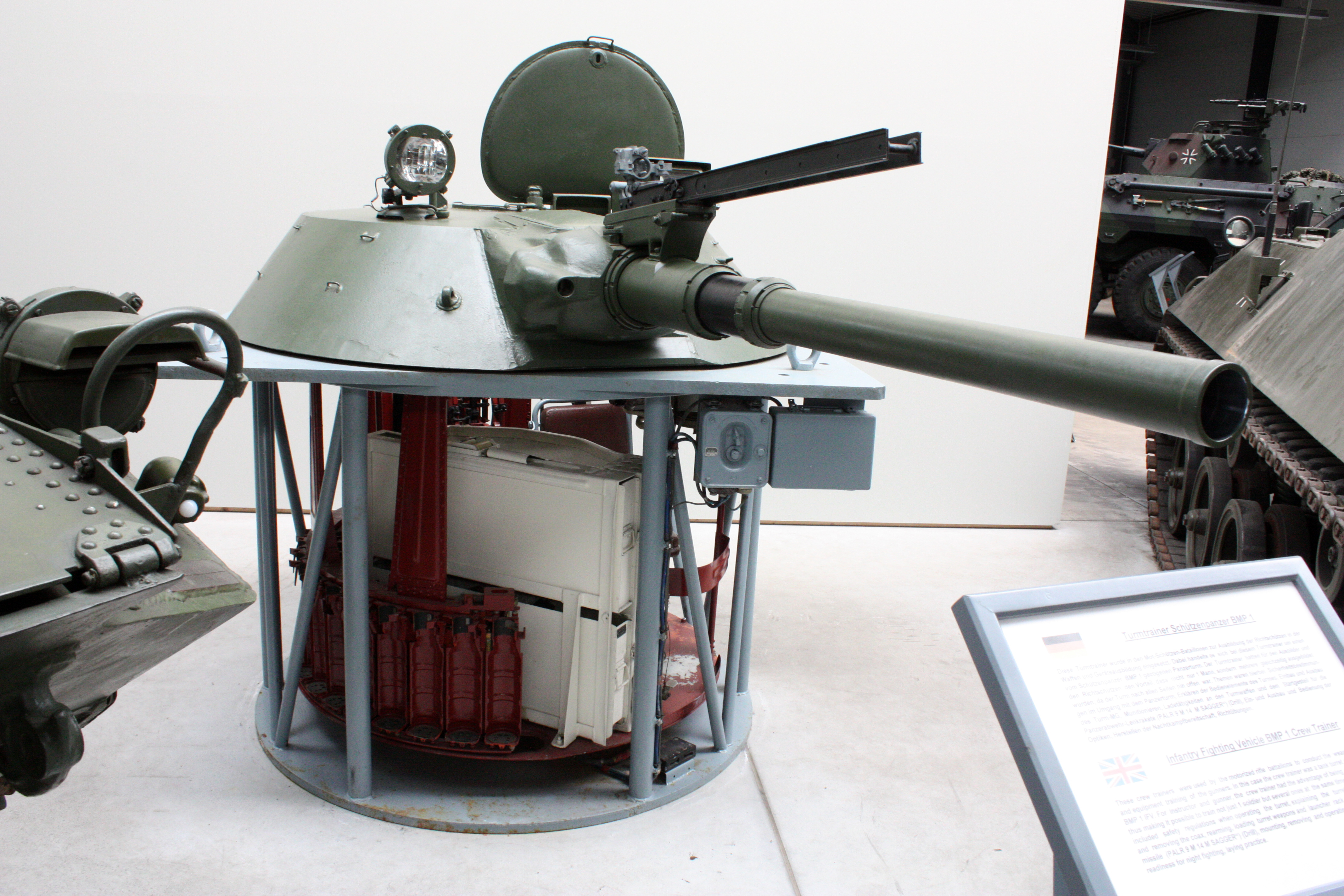
Torreta d'un BMP-1 exposada al Museu del Tanc d'Alemanya. Es pot observar l'autocarregador, vermell, i el carril pel llançament dels míssils antitancs sobre el canó 2A28 Grom.

Això, a la dècada dels 70, implicava que la majoria de tancs del bloc capitalista podien ser perforats per un impacte del canó del BMP-1: Chieftain, Leopard 1, M60 Patton… Actualment ja no és una amenaça contra el blindatge frontal dels principals tancs occidentals: M1A1 Abrams, Leopard 2 o Challenger 1 i Challenger 2.
Posteriorment es va introduir un nou tipus de projectil, OG-15V, d'alt explosiu. La quantitat d'explosiu es doblava fins a 0,73 kg de TNT i permetia destruir posicions fortificades més fàcilment. Sent una amenaça tant per defenses com per blindats enemics.
De l'armament principal, la majoria de problemes provenien de l'autocarregador, que sovint s'encasquetava. En molts casos es va desmantellar posteriorment.
Per altra banda, el BMP-1 també duia el rail de llançament de míssils 9S415 pels míssils antitancs filoguiat 9M14M Malyutka (AT-3 Sagger), just sobre el canó. Aquests míssils s'havien de dirigir manualment amb un joystick, que en condicions de combat era difícil de controlar. En total es duien quatre míssils a dins del BMP-1, que s'havien de recarregar obrint una petita escotilla sobre la torreta. L'abast es trobava entre els 500-3.000 m, amb capacitat per penetrar 250 mm de blindatge a 60º.
Posteriorment aquest míssil se substituiria pels més avançats 9M111 Fagot (AT-4 Spigot) o 9M113 Konkurs (AT-5 Spandrel).
L'armament del vehicle es completava amb una metralladora coaxial PKT de 7,62 mm. L'alimentació es duia a terme amb una cinta contínua de 2.000 cartutxos, que es podien disparar a una cadència de foc sostinguda de 200 o 250 bales per minut.

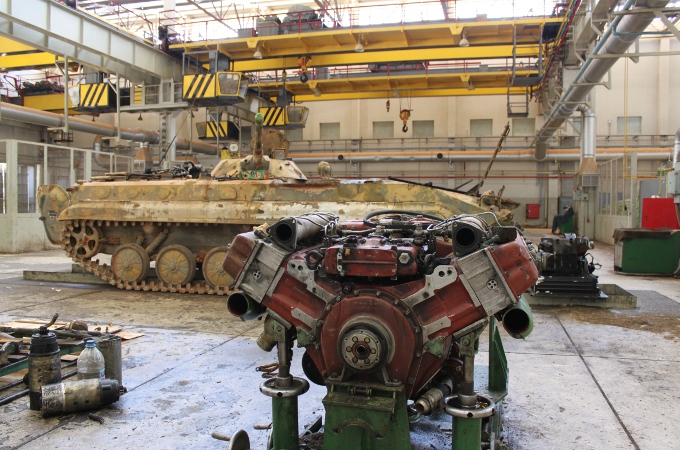
Motor dièsel UTD-20 d'un BMP-1 libià desmuntat.

Finalment, l'arsenal es complementava amb 1.600 cartutxos addicionals per les metralladores PK de l'escamot i un llançacoets RPG-7 amb cinc projectils o amb un sistema de defensa aèria portàtil 9K32 Strela-2/9K38 Igla amb dos projectils extres.

### Sistema motor
Tot el BMP-1 s'impulsa gràcies a un motor dièsel situat al davant i al centre del vehicle, amb els accessoris a la dreta i el radiador i tub d'escapament a sobre. El model del motor és un UTD-20, també conegut com a 5D20, de sis cilindres, refrigerat per aigua i amb bomba d'injecció que proporciona 300 CV.
Aquest motor es connecta a un embragatge hidràulic manual amb cinc velocitats endavant i una endarrere. L'engranatge epicicloïdal consta de set discos secs, que transmeten la potència fins a les rodes motrius. La suspensió es feia amb barres de torsió que es complementava amb uns amortidors a la primera i sisena rodes.

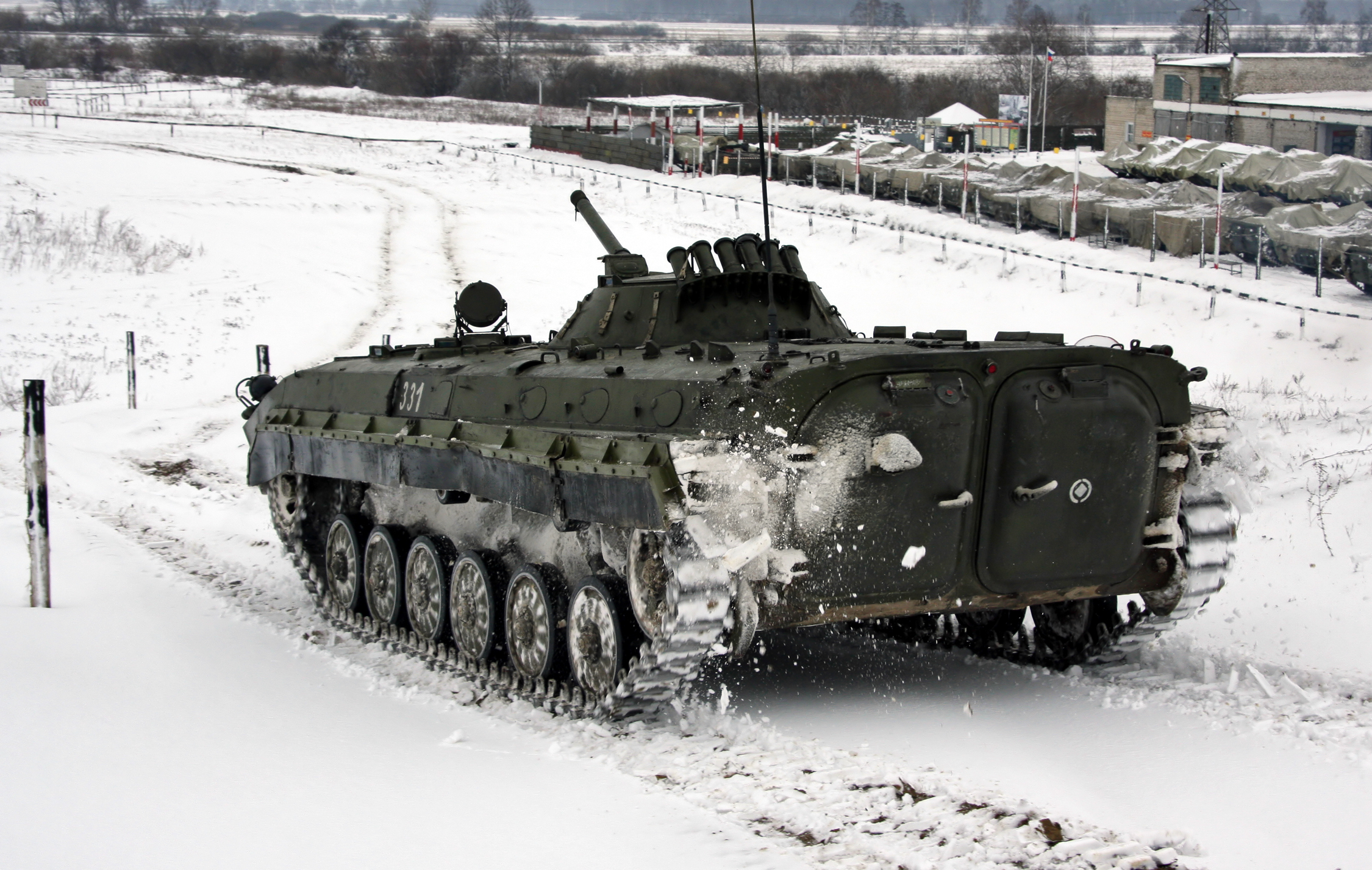
Un BMP-1 de l'exèrcit rus avançant per terreny nevat durant un examen de conducció.

El BMP-1 va ser el primer vehicle a introduir un volant de conducció simplificat, semblant al d'un automòbil, allunyant-se de les palanques de conducció com les d'un tractor. Al costat del volant també s'hi va col·locar una reductora, que permetia millorar la tracció a costa de velocitat. Finalment, per ajudar a posicionar-se, el BMP també disposava d'un girocompàs elèctric GPK-59.
Tot aquest conjunt permetia que el blindat assolís una velocitat màxima en carretera de 80 km/h o, camp a través, de 40-45,6 km/h. A l'aigua podia arribar als 7 km/h endavant, o als 2 km/h endarrere. L'abast màxim del vehicle era de 550-600 km per carretera. En termes de mobilitat, el BMP podia superar pendents de 35º, trinxeres de 2,5 m i obstacles verticals de 0,7 m.

### Equip electrònic i òptic
En l'apartat electrònic el BMP, a més a més del girocompàs, disposava d'una ràdio R 123 M FM amb un abast de 20 km. Per comunicacions internes, hi havia un intercomunicador R-124 que permetia parlar entre ells a 5 tripulants.

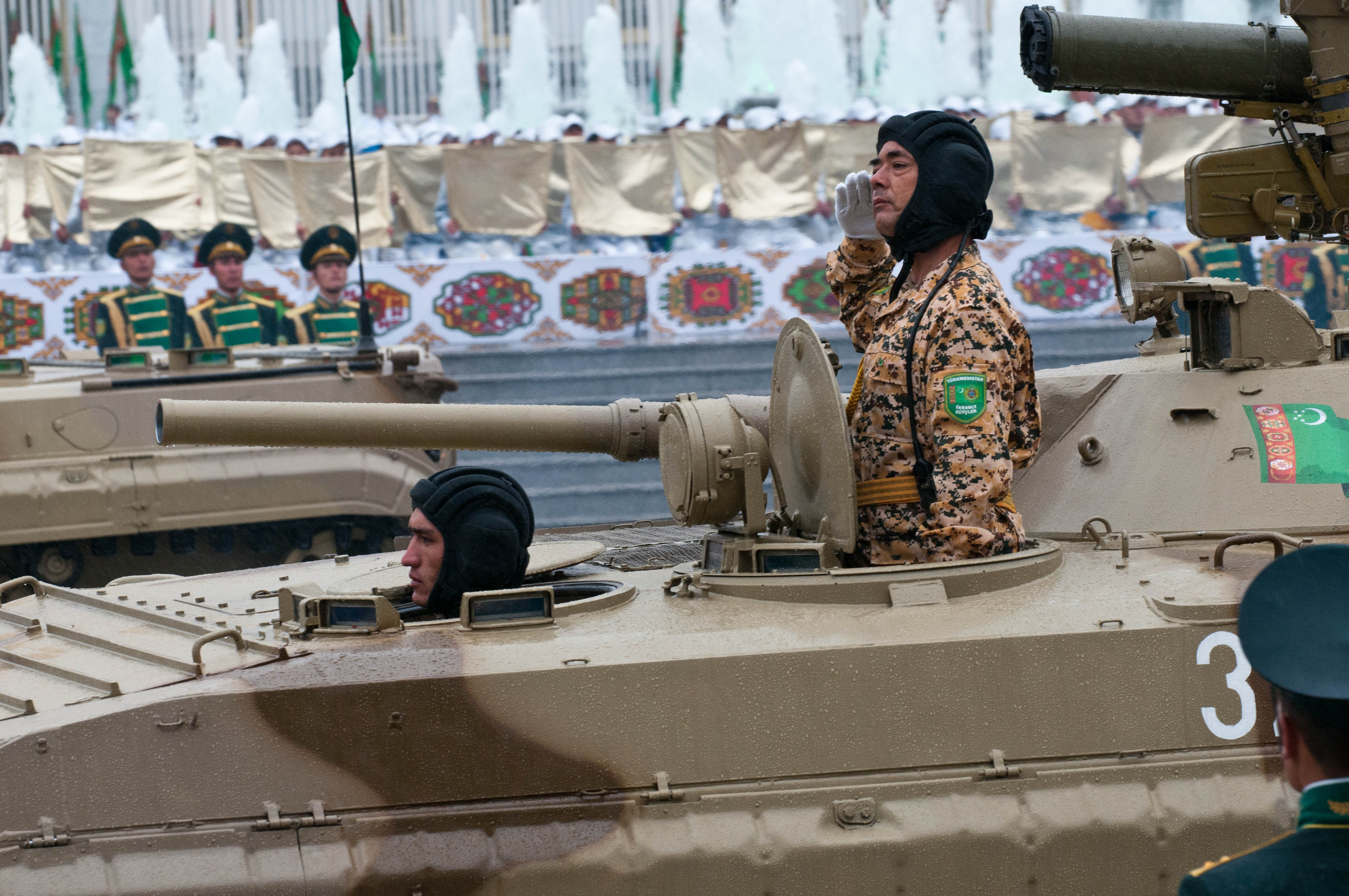
Detall dels periscopis d'un BMP-1 exhibit durant el dia de la independència del Turkmenistan.

Per donar una bona visibilitat als seus tripulants el blindat disposava d'un divers equip òptic. En primer lloc, un visor 1PN22M1 per l'artiller, que permet disparar tot l'armament del BMP i té un mode dual dia/nit. Sobre la seva escotilla també hi havia quatre periscopis TNPO-170.
El comandant disposava d'un periscopi TKN-3B que permetia observar l'àrea, detectar objectius i determinar-ne la distància. Aquests binnoculars podien funcionar de dia i de nit, de nit però necessitaven la il·luminació del llum de cerca infraroig OU-3GA2. Al costat, addicionalment, hi havia dos periscopis TNPO-170.
El conductor feia servir quatre periscopis TNPO-170, col·locats al davant de la seva escotilla. Per conduir de nit hi havia un sistema TWNO-2. A més a més, un sistema escalfador permetia conduir fins i tot en condicions climatològiques adverses: neu, boira… En alguns casos el periscopi central del conductor se substituïa per un TNP-350B que s'aixecava per poder veure-s'hi quan es realitzaven operacions amfíbies, també disposava d'un escalfador per eliminar la condensació.
Finalment, tots els soldats disposaven d'un periscopi TNPO-170 als laterals del vehicle (2x4) a més a més de dos periscopis a les portes del darrere.